# 原竜脚下目
原竜脚下目（げんりゅうきゃくかもく、Prosauropoda）は、アンキサウルス、プラテオサウルスなどに代表される草食恐竜の分類群であり、アパトサウルスに代表される竜脚下目 (Sauropoda) とともに竜脚形亜目を構成する。古竜脚類とも。かつては竜脚下目の祖先グループとみなされたが、現在は祖先を共有する姉妹グループであることが分かっている。幾つかの種では後肢の第5指が接地しない（竜脚類は全ての指が接地する）、顎関節が竜脚類より複雑な構造をしているなど、竜脚類以上に特殊化した点もみられる。原竜脚類は三畳紀後期からジュラ紀初期にかけてパンゲア超大陸で繁栄したが、ジュラ紀前期には絶滅してしまった。その原因は現在の研究でも不明だが、原竜脚下目の絶滅以降、その生態地位を受け継いだ竜脚下目は急速に勢力を伸ばし、全世界において長期にわたっての繁栄を続けることになる。
分岐学系統による原竜脚類の解析がなされるにつれ、厳密には原竜脚類は単系統群ではなく、原始的な竜脚形類の中で竜脚類とその直接の祖先を除いた全て、すなわち側系統群といえることが判明してきている。

## 下位分類
竜脚形亜目 Sauropodomorpha
- 原竜脚下目 Prosauropoda
  - アンキサウルス(Anchisaurus)
  - プラテオサウルス(Plateosaurus)
  - メラノロサウルス(Melanorosaurus)
  - マッソスポンディルス(Massospondylus)